# Santa Rita do Tocantins
Santa Rita do Tocantins – miasto i gmina w Brazylii, w stanie Tocantins. Znajduje się w mezoregionie Ocidental do Tocantins i mikroregionie Gurupi, 140 km od stolicy stanu, Palmas.